# Кресало

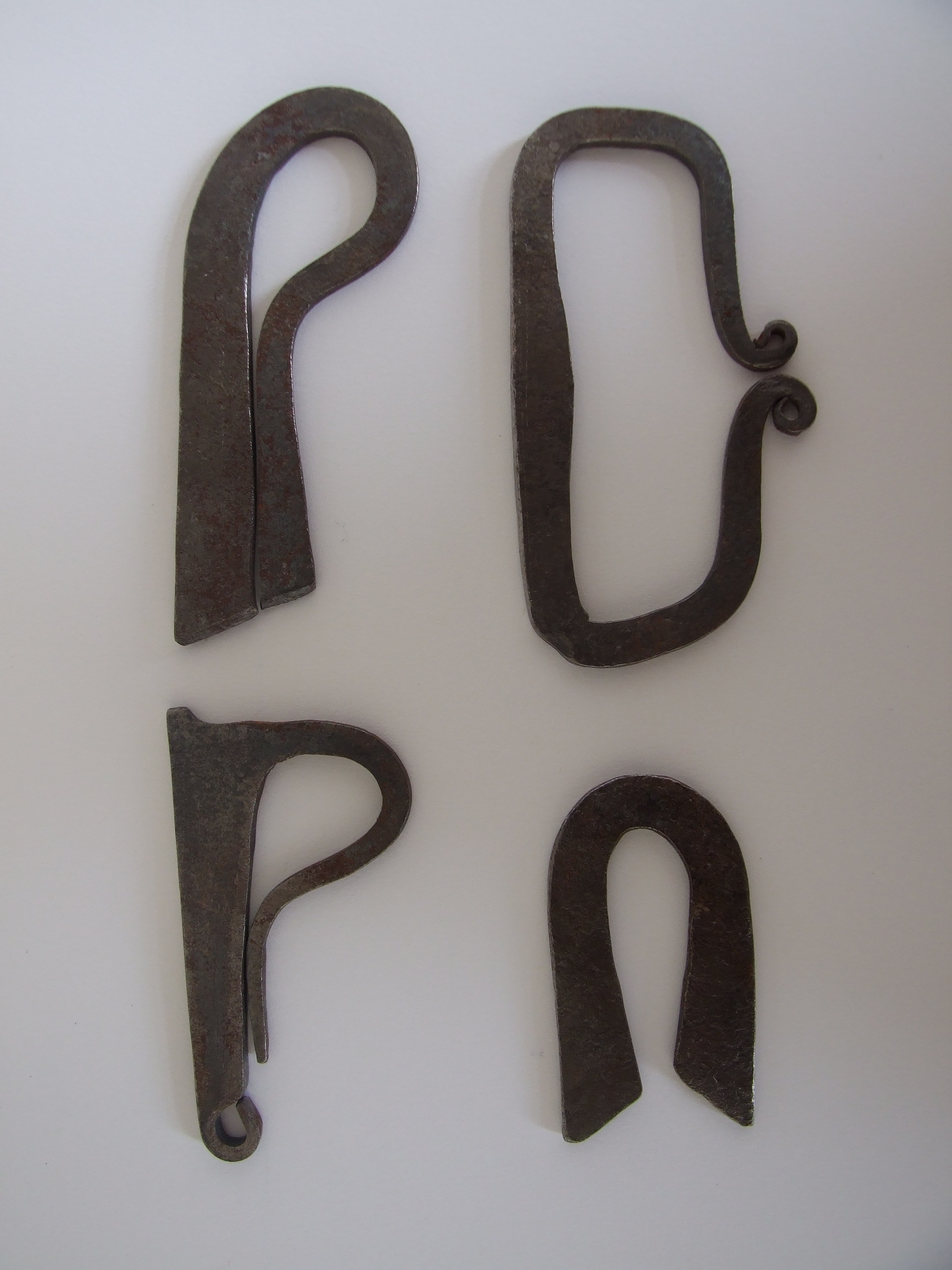
Реконструкція середньовічних кресал

Креса́ло, також заст. огни́во, рідше кри́ця — пристосування для отримання відкритого вогню. Мало широке поширення до кінця XVIII — початку XIX ст., коли було винайдено сірники. На сьогодні має популярність серед туристів. Найпростіше кресало складається з власне кресала (як правило — напилка з дуже дрібною насічкою), «кременю» (зазвичай — мінерал, діоксид кремнію SiO2) і трута. Сніп іскор, які отримують від удару кременю по кресалу, запалює трут, надалі тліючий трут роздувається, а при хорошій якості трута — негайно спалахує полум'я.

## Кресало
Кресало (також «різало» і «тесало» — від «кресати», «кромсати», тобто «різати») являє собою смужку загартованої сталі. При ударі об кремінь з металу кресала виколюють (вирізаються) дуже дрібні стружки, і так як при різанні матеріалу розвиваються значні локальні температури (900—1100 ° C), то розігріті найдрібніші стружки негайно спалахують, взаємодіючи з киснем, що містяться в повітрі. До певної міри цей процес схожий з шліфуванням будь-якого сталевого предмета на точильному камені, де, як відомо, дрібні стружки заліза спалахують на повітрі, утворюючи сніп іскор. Згодом кресало було замінено спеціальними пірофорними сплавами. На теперішній час найбільш поширеним пірофорним сплавом є фероцерій — сплав заліза, лантану, церію, суми лантаноїдів і магнію.

## «Кремінь»

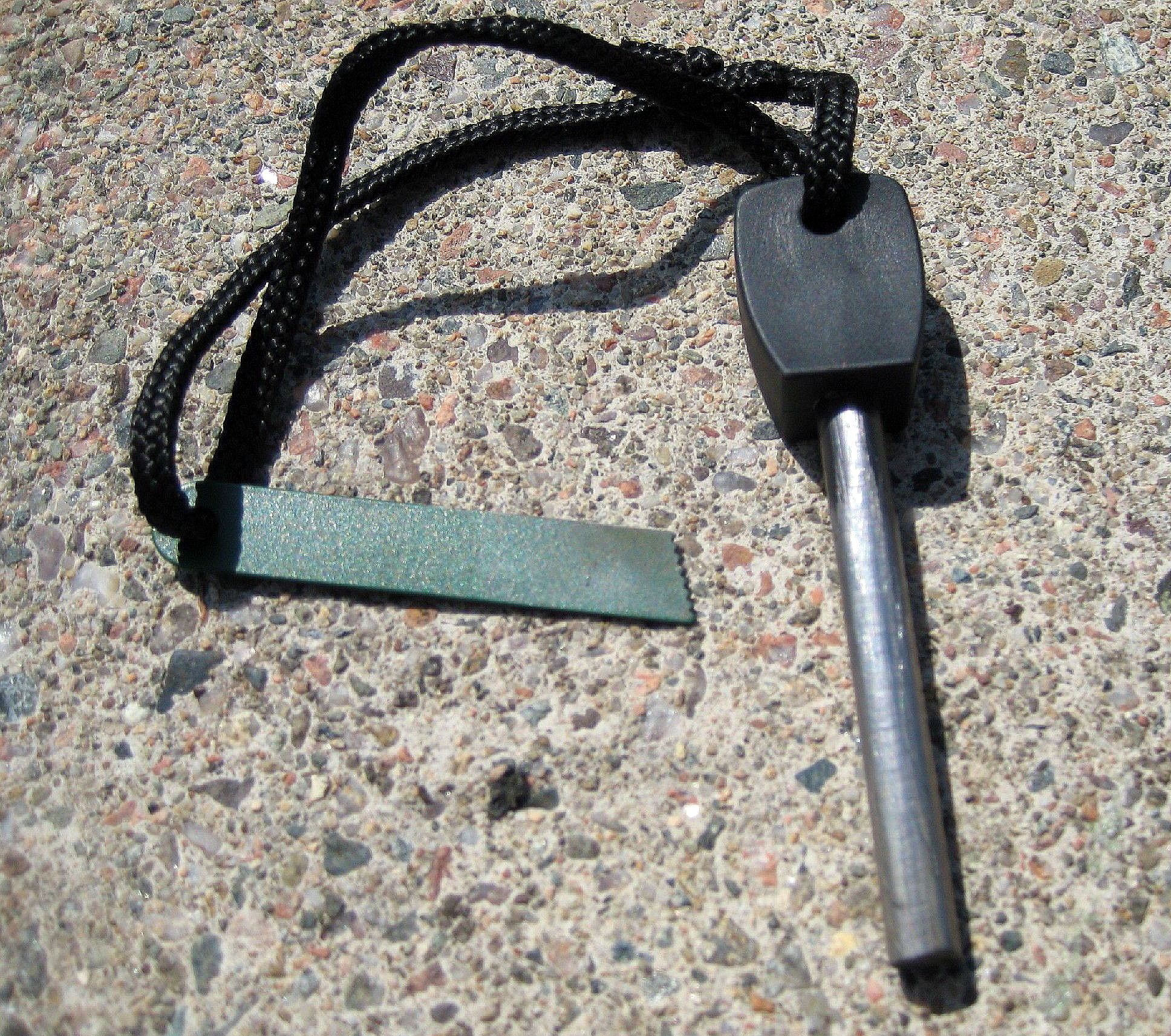
Сучасне туристичне кресало.

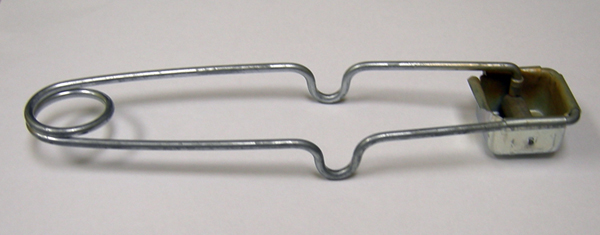
Лабораторне кресало для газових пальників.

За «кремінь» здавна застосовується природний мінерал кристалічного і аморфного кремнезему (SiO2) — оксид кремнію (IV). Цей мінерал часто пофарбований оксидами заліза і марганцю в різні кольори, з плавними переходами між ними. Добираючи форму і якість «кременю» керуються тим, що розміри його повинні відповідати доброму утриманню його рукою (довжина 4-5 см, товщина 2-3 см), на поверхні «кременю» не повинно бути видимих тріщин (бо матеріал дуже крихкий) або шаруватої структури (для виключення намокання в обсязі). Кращому викресанню іскри сприяє наявність в кремені гострих крайок. Цими крайками і вирізається дрібна стружка металу з кресала, що спалахує при взаємодії з киснем.

## Трут
За трут («губку») вибирається будь-який волокнистий матеріал, здатний до негайного займання (тління) при потраплянні іскри. Як трут здавна використовуються природні рослинні матеріали, спеціально оброблені і підготовлені. Трут зберігається в сухій герметичній тарі, так само як і «кремінь». Основні матеріали для приготування труту:
- Бавовна
- Висушений мох
- Волокна льону
- Трутові гриби

У всіх випадках матеріал трута — це рослинна целюлоза, і тому як зручна форма трута найчастіше виступає обпалена суха тканина (ганчірка). Трут повинен бути дуже сухим, тому його попередньо обпалюють полум'ям, для того щоб займання відбувалося миттєво. Передбачається, що при обпаленні відбувається сублімація летючих легкозаймистих компонентів (терпентін, смоли тощо), які містяться в неочищеної рослинній целюлозі і осідають на поверхні волокон.

### Металевий трут

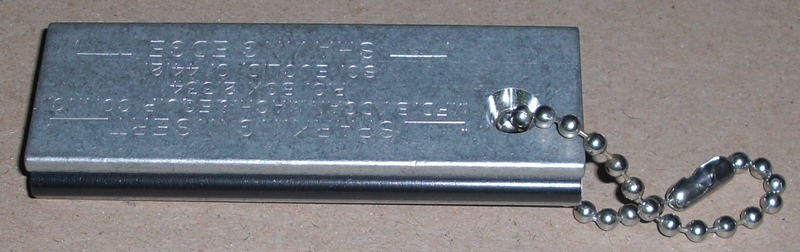
Сучасне кресало з магнієвим бруском

У сучасних кресалах замість волокнистого трута, який може намокнути, іноді використовують магнієву стружку, нарізану з брусочку магнію ножем. Магнієва стружка легко спалахує від іскор і швидко горить жарким полум'ям. Для зручності магнієвий брусок і стрижень фероцерієвого сплаву поєднують в одній конструкції.
Металевий трут складніший в застосуванні в порівнянні з традиційним трутом. Магній легко окислюється на повітрі, покриваючись захисною плівкою оксиду магнію, тому зберігати готову стружку магнію довго не можна. Легка дрібна стружка легко розлітається при поривах вітру або невмілих рухах рук.

## Техніка запалювання кресалом
Техніка запалювання кресалом досить проста, але, в той же час, вимагає певного досвіду і достатньої сухості і якості застосованих компонентів. При спробі запалити трут проводяться наступні дії: сухий трут укладається на будь-яку поверхню з горючих матеріалів, «кремінь» утримується нерухомо рукою в безпосередній близькості від трута (відстань 3-5 см), після цього кресало, що утримується іншою рукою і притиснуте до поверхні «кременю», приводиться в рух. Швидкість кресала повинна бути досить високою і нагадує різкий поштовх, при якому відразу утворюється товстий сніп яскравих жовто-помаранчевих іскор, які і підпалюють трут. Далі тліючий трут роздмухується, а при хорошій якості трута — негайно спалахує полум'я.
Якщо в якості кресала використовується пірофорний стрижень, а в якості «кременю» - обух туристичного ножа - нерухомим лишається кресало, з якого видобувають іскру   обухом ножа.

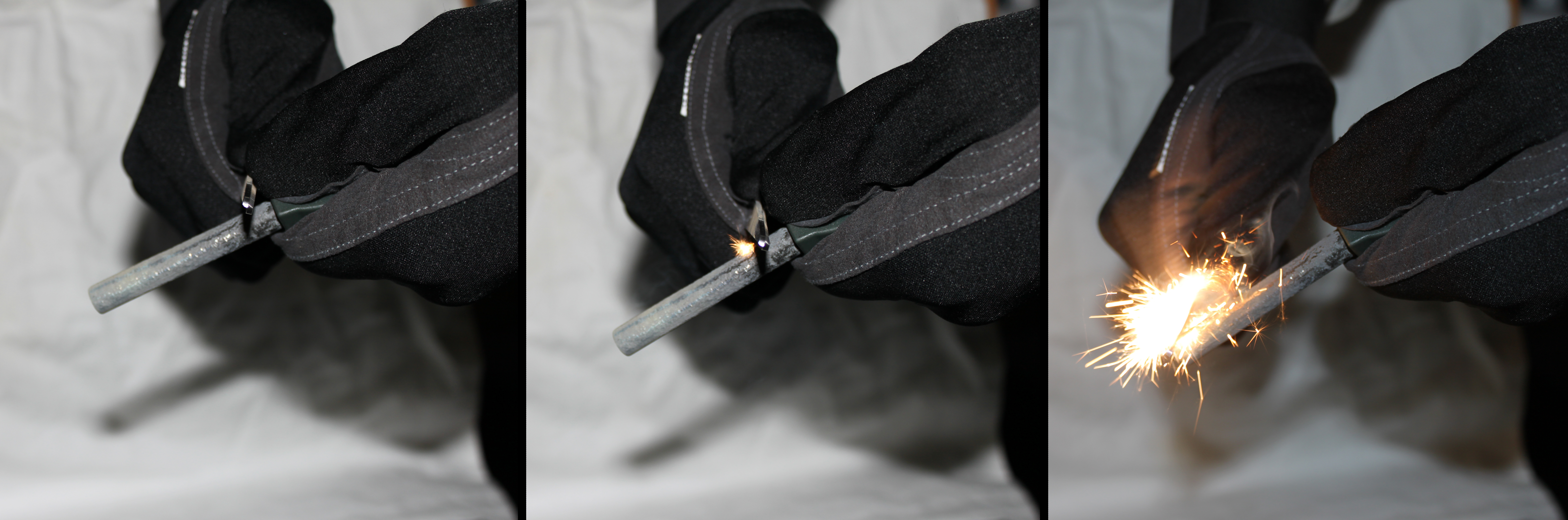
Висікання іскор за допомогою туристичного кресала

## Рушничне кресало
В ударно-кременевих замках кресало — залізна пластина, що становить одну деталь з кришкою полиці. При спусканні курка затиснутий у ньому кремінь ударяється об кресало, висікаючи іскри, які запалюють натруску.

## Кресало в світовій культурі

Державний герб Республіки Сербії

- Перу відомого данського письменника Ганса Крістіана Андерсена належить казка «Кресало», яка була написана в 1835 році.
- На гербі Сербії зображений двоголовий орел, на його грудях червоний щит, на щиті хрест з чотирма кресалами, які своєю формою нагадують чотири літери «С», що трактується як девіз «Само слога Србина спасава» («Тільки єдність врятує сербів»).[джерело?]